# Thanos
Thanos je izmišljena osebnost in stripovski superzlobnež, ki se pojavlja v stripih ameriške založbe Marvel. Ustvaril ga je pisatelj in umetnik Jim Starlin, prvič pa se je pojavil v stripu The Invincible Iron Man #55 (februar 1973). Thanos je večni vojskovodja z lune Titan, katerega cilj je zbrati vseh šest kamnov neskončnosti (Infinity Stones), in z njimi izbrisati polovico vsega življenja v celem vesolju. Čeprav v nekaterih zgodbah v stripih verjame, da so njegova dejanja upravičena, pa je označen za zlobneža in velja za enega najmočnejših superzlobnežev v Marvelovem vesolju. Spopadel se je s številnimi junaki, vključno z Maščevalci, Varuhi galaksije, Fantastičnimi štirimi in Možjemi X.
V Marvelovem filmskem vesolju je Thanosa najprej upodobil Damion Poitier v filmu Maščevalci (2012), nato pa Josh Brolin v Varuhih galaksije (2014), Maščevalci: Ultronova doba (2015), Maščevalci: Brezmejna vojna (2018) in Maščevalci: Zaključek (2019).